# Dicranomyia pictithorax
Dicranomyia pictithorax är en tvåvingeart. Dicranomyia pictithorax ingår i släktet Dicranomyia och familjen småharkrankar.

## Underarter
Arten delas in i följande underarter:
- D. p. argyrophora
- D. p. pictithorax